# Hrabstwo Gwinnett
Hrabstwo Gwinnett (ang. Gwinnett County) – hrabstwo w stanie Georgia w Stanach Zjednoczonych. Według spisu w 2020 roku liczy 957,1 tys. mieszkańców, co czyni je drugim najbardziej zaludnionym hrabstwem stanu Georgia, po hrabstwie Fulton. Należy do obszaru metropolitalnego Atlanty. Jego siedzibą administracyjną jest miasto Lawrenceville.

## Sąsiednie hrabstwa
- Hrabstwo Forsyth – północ
- Hrabstwo Hall – północny wschód
- Hrabstwo Jackson – północny wschód
- Hrabstwo Barrow – wschód
- Hrabstwo Walton – południowy wschód
- Hrabstwo Rockdale – południe
- Hrabstwo DeKalb – południowy zachód
- Hrabstwo Fulton – zachód

## Miasta
- Peachtree Corners
- Duluth
- Lawrenceville
- Sugar Hill
- Suwanee
- Snellville
- Buford (częściowo w hrabstwie Hall)
- Norcross
- Lilburn
- Loganville (częściowo w hrabstwie Walton)
- Braselton (w czterech hrabstwach)
- Auburn (częściowo w hrabstwie Barrow)
- Dacula
- Grayson
- Berkeley Lake
- Rest Haven (częściowo w hrabstwie Hall)

## CDP
- Mountain Park

## Demografia
W latach 2010–2020 populacja hrabstwa wzrosła o 18,8% osiągając 957,1 tys. mieszkańców. Według danych z 2020 roku, 45,4% stanowiła ludność biała (36,1% nie licząc Latynosów), 28,1% to czarnoskórzy Amerykanie lub Afroamerykanie,   12,1% to Azjaci, 5,4% miało rasę mieszaną, 0,4% to rdzenna ludność Ameryki i 0,04% pochodziło z wysp Pacyfiku. Latynosi stanowili 21,2% ludności hrabstwa.
Poza osobami pochodzenia afroamerykańskiego, do największych grup w hrabstwie należą osoby pochodzenia meksykańskiego (9,9%), angielskiego (5,7%), niemieckiego (5,3%), irlandzkiego (5,1%), „amerykańskiego” (4,9%) i afrykańskiego subsaharyjskiego (3,9%).
Populacja azjatycka jest silnie zróżnicowana, a do największych grup należą: Hindusi (2,8%), Koreańczycy (2,8%), Wietnamczycy (2,6%) i Chińczycy (1,5%). Istnieje także zróżnicowana populacja Latynosów, która obejmuje imigrantów z Salwadoru, Portoryko, Gwatemali, Kolumbii, Dominikany i wielu innych państw. Jak również populacja imigrantów z Jamajki była porównywalna do tej z Gwatemali.

## Religia

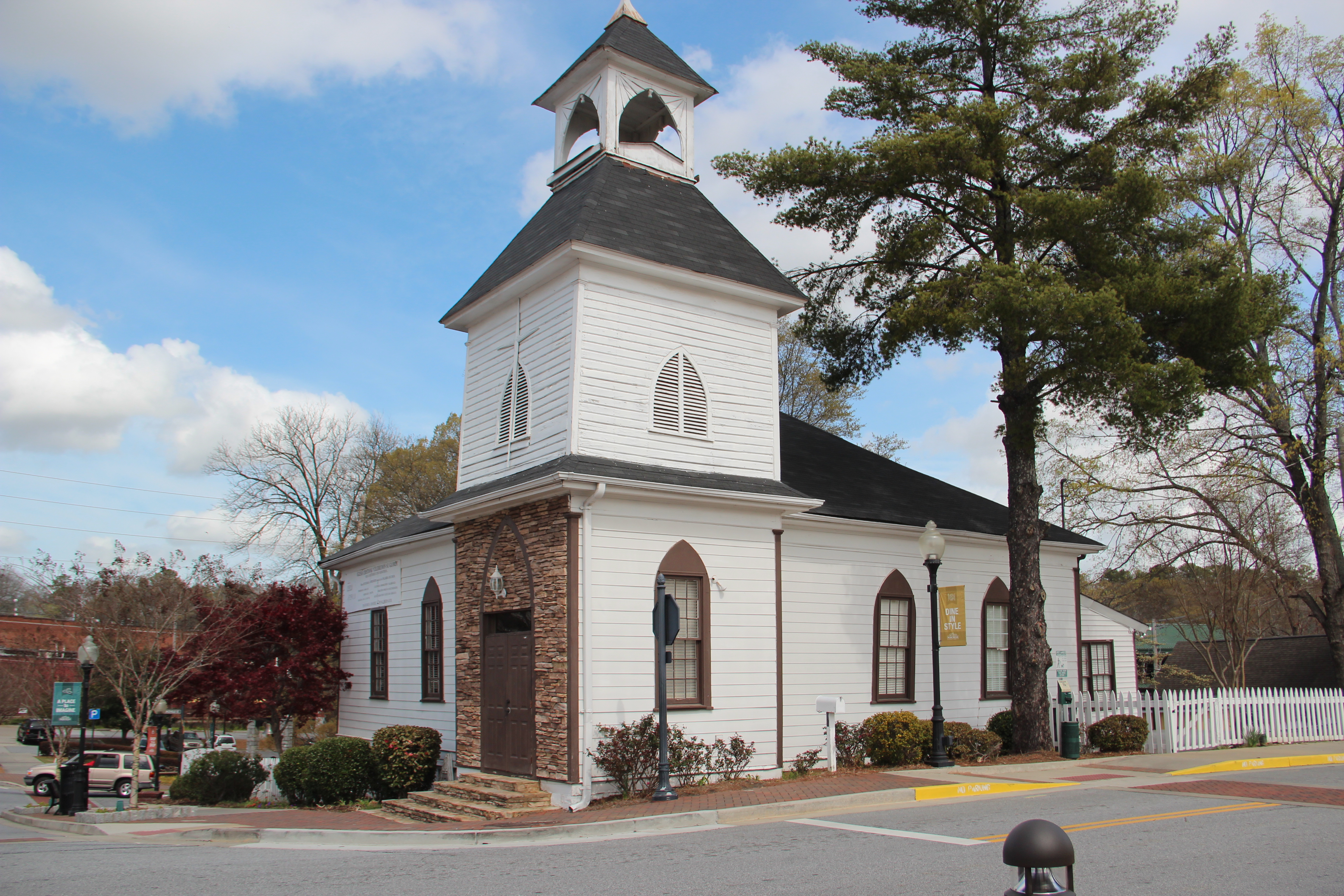
Kościół Wesleyański w Norcross.

W 2020 roku członkostwo w Kościele katolickim deklaruje 11,3% populacji. Wśród kościołów protestanckich wyróżniali się: baptyści, metodyści i różne kościoły ewangelikalne zrzeszając łącznie znacznie ponad 250 tys. członków (26%). Z religii niechrześcijańskich, 3% stanowi społeczność muzułmańska, 1,3% świadkowie Jehowy, 1,3% hinduiści i 1% mormoni.

## Polityka
W wyborach prezydenckich w 2020 roku, 58,5% głosów otrzymał Joe Biden i 40,2% Donald Trump.